# Matsudo (Chiba)
Matsudo (松戸市 Matsudo-shi?) es la tercera ciudad más poblada de la prefectura de Chiba, en Japón. Se encuentra justo al este de Tokio y constituye una gran ciudad dormitorio en el área del Gran Tokio. Tiene un área de 61,33 km² y una población de 481.119 habitantes (2007).

## Historia
La zona estaba habitada principalmente por agricultores hasta la década de 1960 y sólo era un punto de parada en la vía entre Tokio y Mito. El pueblo de Matsudo fue creado en 1889 y se convirtió en ciudad el 1 de abril de 1943.
A comienzos de la década de 1960, el rápido crecimiento económico en Japón (sobre todo en el área de Tokio) condujo a una explosión demográfica en Matsudo y el desarrollo de construcciones que lo convirtieron en un gran suburbio de Tokio.

## Ciudades hermanadas
- Whitehorse, Victoria, Australia
- Kurayoshi (Tottori), Japón